# Alfabeto Pallava
L'alfabeto pallava (tamil: பல்லவ எழுத்துக்கள்) è un alfabeto (non più in uso) sviluppato durante la dinastia Pallava nell'India meridionale intorno al VI secolo.
Le scritture del Sud-est asiatico come il giavanese, il baybayin, mon, birmana, khmer, lanna, thai e lao sono direttamente o indirettamente derivati dalla scrittura Pallavi.

## Consonanti
Ogni consonante ha una /a/ inerente, la quale sarà sonora se non vi è accanto alcun segno vocalico. Se due consonanti seguono un'altra senza l'intervento vocalico, la seconda consonante è fatta in una forma sottoscritta, e allegata sotto la prima.
| ka | kha | ga | gha | ṅa  | ca | cha | ja | jha* | ña | ṭa | ṭha* | ḍa | ḍha* | ṇa | ta | tha |
|    |     |    |     |     |    |     |    |      |    |    |      |    |      |    |    |     |
| da | dha | na | pa  | pha | ba | bha | ma | ya   | ra | la | va   | śa | ṣa   | sa | ha |     |
|    |     |    |     |     |    |     |    |      |    |    |      |    |      |    |    |     |

## Vocali indipendenti
| a | aa | i | ii | u | e | o | ai* | au* |
|   |    |   |    |   |   |   |     |     |